# Militsia (Ukraine)
La militsia (ukrainien : міліція) correspond à l'organe de l'exécutif assimilable à la police ayant pour but principal le maintien de l'ordre public (militsia) en Ukraine (RSS d'Ukraine) de 1917 à 2015. La militsia fut formée pendant la gouvernance de la République socialiste soviétique d'Ukraine, qui faisait partie de l'Union soviétique, et continua à servir de service de police national dans l'Ukraine indépendante jusqu'à son remplacement par la Police nationale d'Ukraine le 7 novembre 2015. 
L'agence était sous le contrôle direct du ministère de l'Intérieur (connu sous l'acronyme ukrainien MVS) et se bâtit une image controversée notamment gangrenée par la corruption. 